# Douglas Ávila
Douglas Ávila – wenezuelski zapaśnik w stylu klasycznym. Brązowy medalista mistrzostw panamerykańskich w 2004 roku.